# Parafairmairia elongata
Parafairmairia elongata är en insektsart som beskrevs av Matesova 1979. Parafairmairia elongata ingår i släktet Parafairmairia och familjen skålsköldlöss.
Artens utbredningsområde är Kazakstan. Inga underarter finns listade i Catalogue of Life.